# Стратегічний провулок (Київ)
Стратегі́чний прову́лок — провулок у Голосіївському районі міста Києва, місцевість Саперна слобідка. Пролягає від тупика до кінця забудови (поблизу Стратегічного шосе).
Прилучається провулок Галшки Гулевичівни.

## Історія
Провулок виник у 50-х роках XX століття під назвою провулок «Б». Сучасна назва — з 1958 року.